# Lettres de noblesse
Lettres de noblesse octroyées par Sa Majesté Baudoin Roi des Belges est un ouvrage  qui offre un résumé des diplômes nobiliaires délivrés par Sa Majesté le Roi Baudoin. Il a été tiré à mille exemplaires dont cinq cents ont été numérotés. La première partie couvre la période de 1951 à 1991. La seconde de 1991 à 1993.

## Artistes
Les peintres héraldistes et calligraphes qui ont prêté leur talent à la réalisation des lettres patentes pour la période concernée sont : M. Fernand Brose, Mlle Françoise Errembault du Maisnil et du Coultre, Mme Anne Hoogstoel, M. Johan Masureel, M. Paul Van Houtte et M. Carl-Alexander von Volborth.

## Autres ouvrages
- Lettres patentes de Noblesse octroyées par S. M. Albert II, Roi des Belges Première partie 1993-2000 lannoo|Éditions Racine
- Lettres patentes de Noblesse octroyées par S. M. Albert II, Roi des Belges Deuxième partie 2001-2008 lannoo|Éditions Racine